# Marcellus (Michigan)
Marcellus è un villaggio degli Stati Uniti d'America, situato nello Stato del Michigan, nella contea di Cass.